# 日本講談協会
日本講談協会（にほんこうだんきょうかい）は、東京都に本部を置く講談師が所属する団体。

## 沿革
1991年10月、2代目神田山陽が、講談協会の会長選挙の方法について異議を唱えたことにより、一部を除く弟子を引き連れ講談協会より独立し設立。現在も山陽一門のみで構成されている。多くの協会員が提携団体の落語芸術協会にも加入（例外あり）しており、前座修業も落語芸術協会の定席寄席で行っている者も多い。
2021年1月、協会のホームページがリニューアルされる。

## 役員
2022年現在
- 会長：神田紅[4]
- 名誉会長：三代目神田松鯉
- 副会長：神田昌味
- 常任理事：二代目神田愛山
- 理事：神田陽子、神田紫、神田茜、神田鯉風、神田山吹、神田阿久鯉、神田京子
- 顧問：押川知子
- 顧問監事：浜井武

### 歴代会長
出典：
| 代数 | 高座名         | 任期            | 備考           |
| ---- | -------------- | --------------- | -------------- |
| 1    | 二代目神田山陽 | 1991年 - 2000年 | 死去により退任 |
| 2    | 三代目神田松鯉 | 2000年 - 2005年 |                |
| 3    | 神田陽子       | 2006年 - 2007年 |                |
| 4    | 神田紫         | 2008年 - 2009年 |                |
| 5    | 神田紅         | 2010年 - 2011年 |                |
| 6    | 神田紫         | 2012年 - 2013年 |                |
| 7    | 神田陽子       | 2014年 - 2015年 |                |
| 8    | 神田紅         | 2016年 - 現職   |                |

## 会員
※印は落語芸術協会にも加入している会員。☆は落語芸術協会で前座修業も行った、もしくは現在行っている会員。神田茜のみ落語協会に加入している。

### 真打
- 三代目 神田松鯉※[5]
- 二代目 神田愛山[6]
- 神田陽子※[7]
- 神田紫※[8]
- 神田紅※
- 神田茜
- 神田昌味
- 三代目 神田山陽※☆
- 神田鯉風
- 神田山吹
- 神田阿久鯉※
- 神田京子※☆
- 神田鯉栄※☆
- 神田蘭※☆
- 六代目 神田伯山※☆
- 三代目 松林伯知※☆

### 二ツ目
- 神田紅佳※
- 神田紅純※☆
- 神田桜子※☆
- 神田松麻呂※☆
- 神田陽乃丸
- 神田鯉花※☆
- 神田紅希※☆

### 前座
- 神田梅之丞※☆
- 神田青之丞※☆
- 神田若之丞※☆
- 神田松樹※☆
- 神田紫天※☆

系図については講談師#現在活動している講談師を参照。

## 興行
前述の通り、落語芸術協会（神田茜のみ落語協会）に加入している講談師は、同協会の定席興行に定期的に顔付けされており、中には落語中心の演目ながら講談で主任（トリ）を務める講談師もいる（松鯉、陽子、紫、紅、伯山など）。特に新宿末廣亭の芸協定席では伯山が年間3回程度主任（うち8月の興行は三遊亭遊雀と伯山の交互主任興行が近年慣例となっている）を務めており、池袋演芸場の芸協定席でも年2回程度、陽子・紫・紅・京子が交代で主任を務め、女性講談師が多く出演する興行もある。それ以外の日本講談協会主催では以下の興行を、永谷商事所有の演芸場で定期的に行っている。
- お江戸上野広小路亭
  - 日本講談協会定席 - 毎月2日間連続開催。開演前には「朝の前座勉強会」を行っている。
  - 講談広小路亭 - 毎月1回開催。
  - 明日葉会 - 毎月1回、二ツ目講談師（紅佳・紅純・桜子・松麻呂・陽乃丸・鯉花・紅希）による研鑽目的の興行。前座は出演しない。
- お江戸日本橋亭
  - 若葉会 - 毎月1回、二ツ目・前座講談師によるによる研鑽目的の興行。
- 新宿永谷ホール
  - 講談新宿亭 - 1月及び毎偶数月1回開催。

このほか、特別興行として毎年4月上旬の「日本講談協会祭」、毎年10月下旬の「山翁祭」（10月30日が命日の二代目神田山陽の周忌追善興行）を行っている。